# (7009) Hume
(7009) Hume (1987 QU1) – planetoida z pasa głównego asteroid okrążająca Słońce w ciągu 3,35 lat w średniej odległości 2,24 j.a. Odkryta 21 sierpnia 1987 roku.